# Poison Cake
Poison Cake (deutsch Giftkuchen) ist ein englischsprachiger Popsong, der von Marko Bošnjak interpretiert wurde. Mit dem Titel vertrat er Kroatien beim Eurovision Song Contest 2025 in Basel.

## Hintergründe
Bošnjak wurde Anfang Dezember von HRT als Teilnehmer für die Dora 2025, der kroatischen Eurovisions-Vorentscheidung vorgestellt. Er nahm bereits 2022 an der Dora teil und belegte den zweiten Platz.
Das Lied wurde von Emma Gaye und Ben Pyne getextet. Die Komposition erfolgte durch Gabe, Pyne, Marko Bošnjak und Bas Wissink. Letzterer produzierte den Titel auch. Das Arrangement erfolgte durch Gale, Pyne, Wissink und Filip Majdak.

## Inhaltliches
Laut des Sängers habe der Titel mehrere Bedeutungen. Beim Schreiben des Titels habe man sich von Märchen wie Hänsel und Gretel inspirieren lassen. Im Lied werden Motive wie Hass und Frustration verarbeitet, beispielsweise die Hoffnung, eine Person würde ihre gerechte Strafe bekommen, ohne dies jedoch laut auszusprechen. Der im Titel beschriebene Giftkuchen („Poison Cake“) stehe dafür, wie man von außen wirke, wenn man auch den Kuchen von außen betrachtet, welcher „süß und nett“ wirke, aber man vorsichtig sein sollte, wenn man die Grenzen derjenigen Person überschreite.
Poison Cake folgt keiner gewöhnlichen Struktur. Die Strophen sind in einer Art und Weise arrangiert, die dem von Bošnjak beschriebenen „süß und nett“ am ehesten entsprechen. Der Refrain ist von einer „harten“ Instrumentierung geprägt und einem anderen Gesangsstil, der laut Bošnjak der Wut entspreche, die man fühlt.

## Veröffentlichung
Poison Cake wurde am 10. Januar 2025 veröffentlicht. Gleichzeitig erschien ein Video mit Songtext. Das Musikvideo wurde am 14. März präsentiert. Es wurde von Sergio Cinghiale gedreht. Darüber hinaus erschien am 31. März eine Akustik-Version des Titels.

## Beim Eurovision Song Contest
Mit dem Titel nahm Kroatien am Eurovision Song Contest teil. Das Land trat hierbei im ersten Halbfinale mit Startnummer 14 am 13. Mai 2025 an. Das Land schied jedoch bereits im Halbfinale aus.